# Tjejen som inte ville gifta sig
Tjejen som inte ville gifta sig (originaltitel Best Friends) är en amerikansk filmkomedi från 1982.

## Handling
Paula McCullen (Goldie Hawn) och Richard Babson (Burt Reynolds) är båda mycket framgångsrika författare i Hollywood. Förutom deras gemensamma professionella yrke är de också ett professionellt kärlekspar. Efter många perfekta år tillsammans bestämmer sig Richard för att fria till Paula trots hennes skeptiska syn på giftermål, och snart står det klart att vara gifta inte är så lätt som de båda trodde. 

## Rollista
- Burt Reynolds - Richard Babson
- Goldie Hawn - Paula McCullen
- Jessica Tandy - Eleanor McCullen
- Barnard Hughes - Tim McCullen